# محمدتقی حیدری
محمدتقی حیدری سیاست‌مدار ایرانی بود، که در  دوره بیست و سوم  به‌عنوان نماینده دهلران در مجلس شورای ملی حضور داشت.